# Cultura Nok
La cultura de Nok va aparèixer a Nigèria durant el primer mil·lenni a.C. i va desaparèixer durant el primer mil·lenni de la nostra era, sense que s'hagi trobat una explicació raonable, potser per alguna epidèmia o per alguna fam. Avui dia, l'estructura social de la  cultura de Nok  sembla extremadament avançada, considerant la seva situació relativament allunyada d'altres grans cultures, i que la resta de l'Àfrica occidental estava, en aquestes dates, assimilant el Neolític. Aquesta cultura es considera la primera, a excepció d'Egipte, que va fer servir el ferro al continent africà és una de les poques civilitzacions del món que van passar d'eines de pedra directament a eines de ferro sense haver après abans a fer eines de coure o bronze.

## Història
Els pobles tardans de l'edat de pedra mitjana que habitaven a l'Àfrica Central, Central Occidental i Occidental que utilitzaven macròlits van ser desplaçats pels neolítics africans que utilitzaven micròlits quan emigraven des de l'Àfrica Central a l'Àfrica Occidental. Després d'haver persistit fins a l'any 1000 o algun període després de l'any 1500 dC, els caçadors-recol·lectors de l'Àfrica Occidental van ser finalment aculturats i barrejats amb els grups més grans d'agricultors d'Àfrica Occidental. La canoa Dufuna a Nigèria és l'embarcació més antiga descoberta a Àfrica i, segons diverses versions, el segon o el tercer més antic conegut a tot el món.
El poble Nok i la cultura Gajiganna poden haver emigrat del Sàhara Central duent  el mill perlat i la ceràmica, divergint abans d'arribar a la regió del nord de Nigèria i establint-se als seus respectius llocs a la regió de Gajiganna i Nok. Els nok també poden haver emigrat del Sahel de l'Àfrica Occidental a la regió de Nok. La cultura nok pot haver sorgit l'any 1500 aC i va continuar persistint fins a l'1 aC.

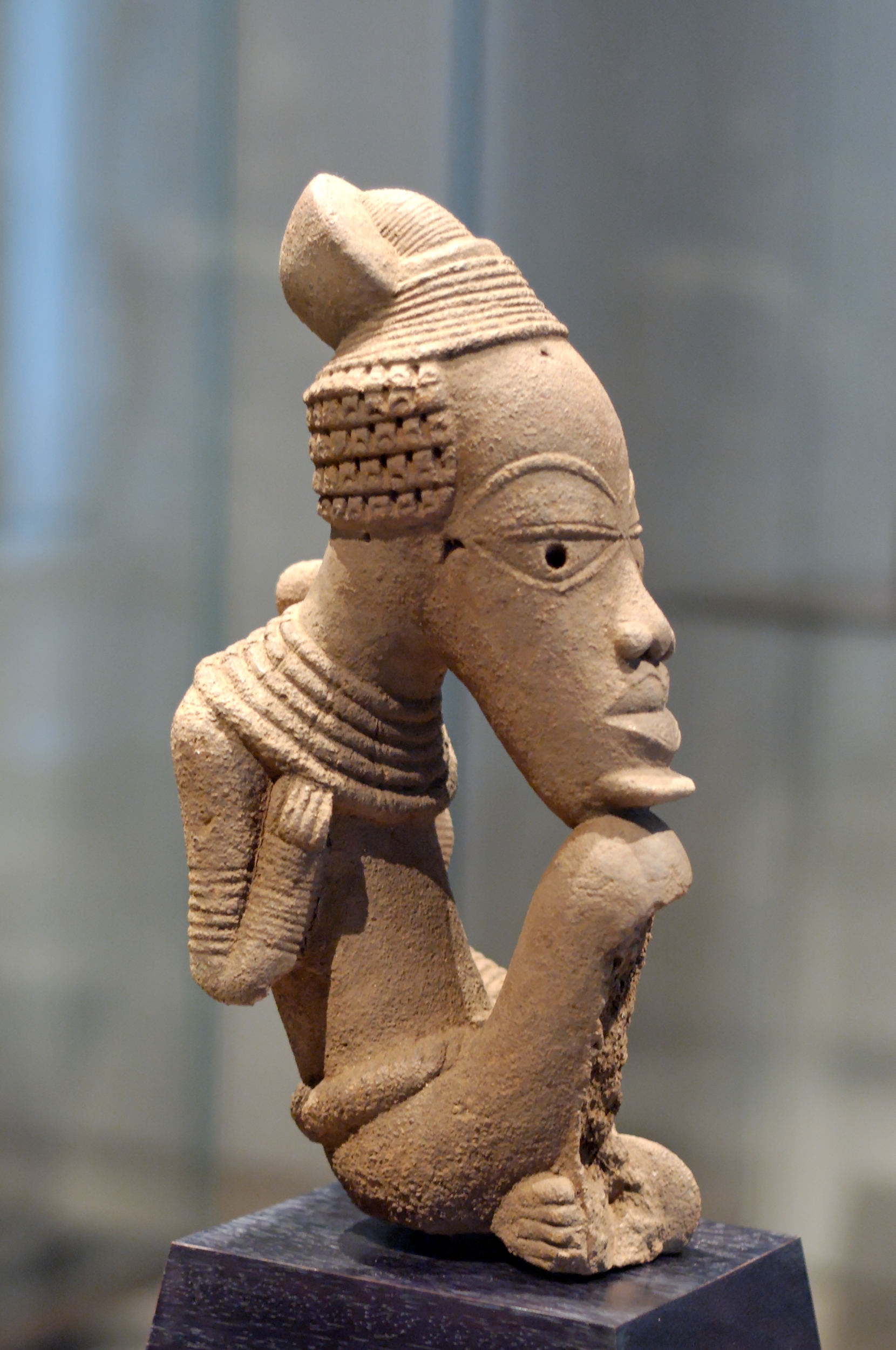
Escultura de terracota del període mitjà

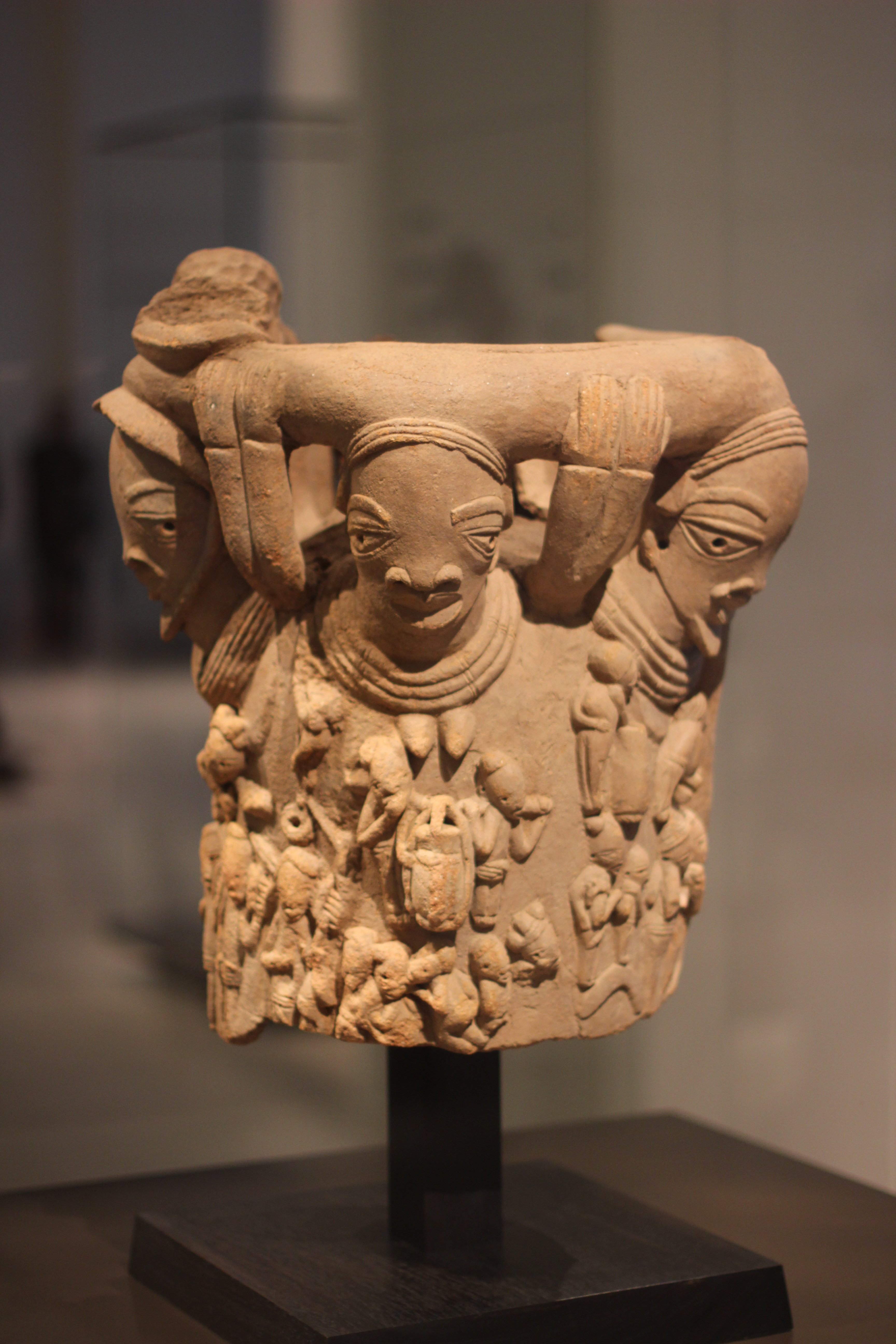
Escultura de terracota del període mitjà

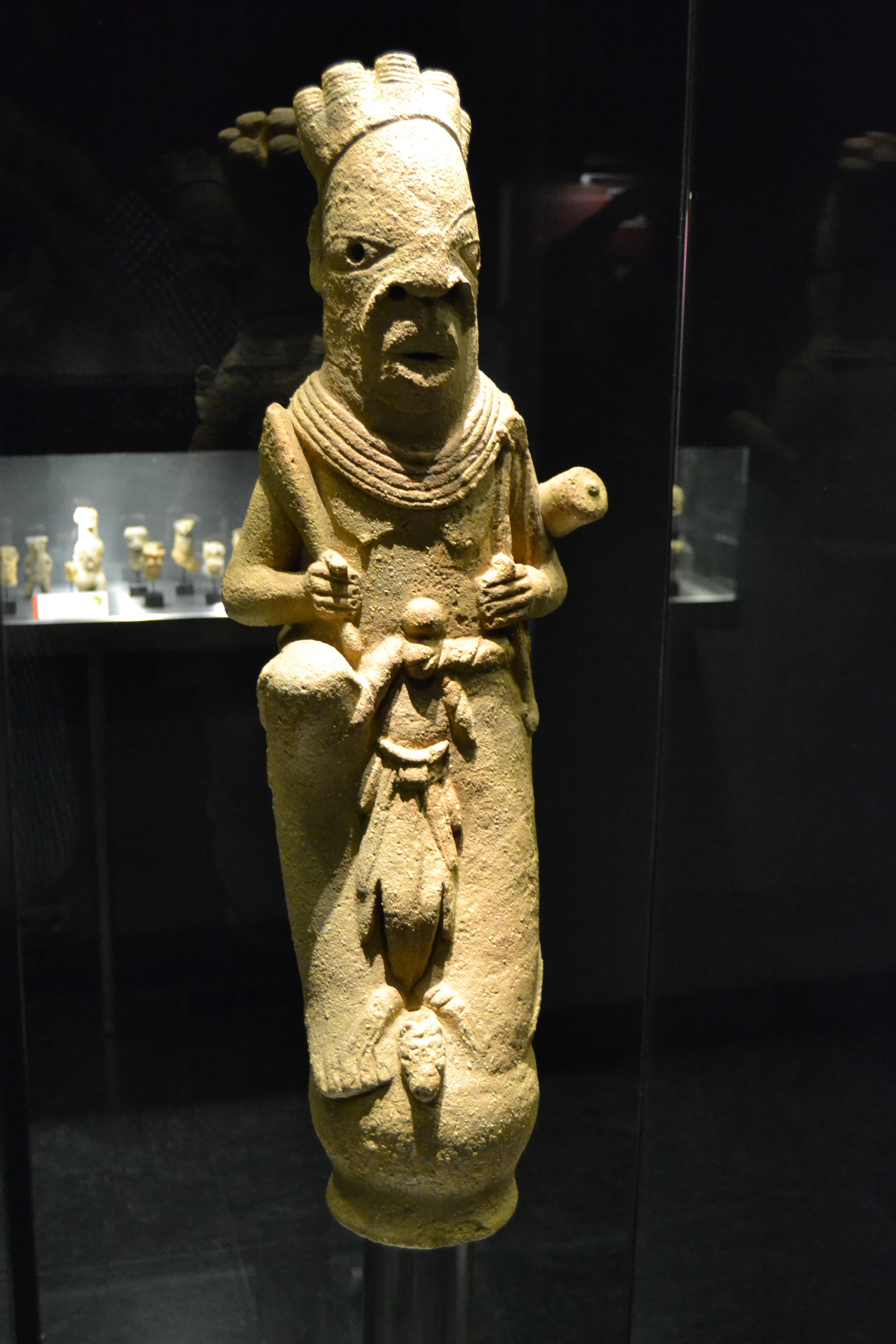
Escultura de terracota del període mitjà

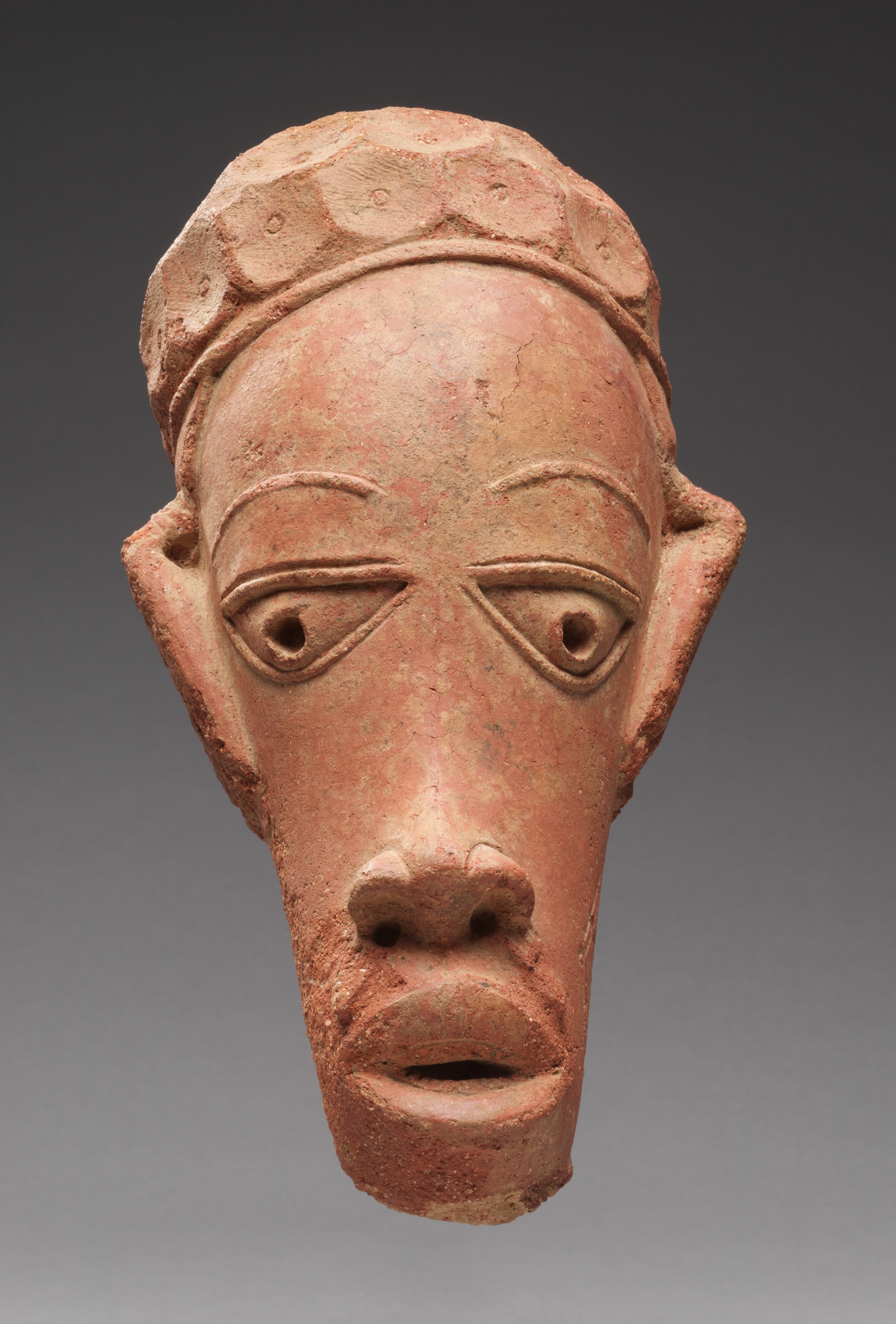
Escultura de terracota del període mitjà

El poble nok, que canviava sovint d'assentament per l'esgotament del sòl, probablement combinava conreus i arbres útils a la mateixa parcel·la, una pràctica que s'inicia al primer mil·lenni aC, just a l'època de la cultura Nok.
El període Nok mitjà és aproximadament del c. 900–300 aC i en aquest període hi ha un augment espectacular de jaciments, objectes de ferro i apareixen els primers objectes de terracota. S'han trobat centenars de forns de ferro i restes de fosa en els jaciments de la cultura Nok. El període Nok tardà és d'aproximadament c. 300–1 aC i només té uns pocs llocs coneguts, i va començar a decaure i finalment va desaparèixer pels canvis ambientals als que no es va poder adaptar.

### Assentaments
L'evidència arqueològica indica que les cases dels Nok es construïen fonamentalment amb materials orgànics com fusta, tiges de plantes, herbes i pells d'animals, que es van descompondre sense deixar rastres visibles. Els assentaments típics dels Nok eren petits llogarets d'una mida similar a les granges que actualment es troben a la mateixa zona. No hi ha indicis d'aglomeracions més grans que el poble, necessàries per desenvolupar l'estratificació social. Nombroses excavacions i prospeccions han indicat que no existien pobles ni cap mena d'entorns urbans a la cultura Nok, i no s'han trobat proves d'edificis especials o àrees ocupades per membres d'alt rang de la comunitat. La manca d'estratigrafies substancials o evidències de processos de formació de monticles indica a més que els llocs de Nok tenien ocupacions breus. En resum, l'evidència indica que les comunitats Nok eren a petita escala i s'organitzaven en grups locals autònoms.

### La terracota Nok
Les figures de terracota més antigues han pogut ser datades en més de 3000 anys d'antiguitat per mitjà de les proves de termoluminiscència, tot i que el Carboni-14 situa la plenitud entre els anys 500 a.C. i el 300 de la nostra era. La terracota, era fàcil d'aconseguir i no és reutilitzable. A més, compta amb l'avantatge de poder ser modelada directament amb les mans, sense eines (encara que sens dubte algunes hi va haver). De fet, l'especialista Margaret Young-Sánchez, conservadora de les secció d'art indígena d'Amèrica, Àfrica i Oceania al  museu d'Art  de Cleveland, s'ha pogut constatar que no només es modelava l'argila a la manera tradicional, sinó que, quan estava una mica endurida, els artesans retiraven trossos, amb un mètode que recorda la talla de la fusta. L'acabat consistia en un engalba d'argila gairebé líquida i un allisat per donar-li una aspecte brunyit i brillant.
Les més grans superaven el metre d'altura, el que implica la construcció de forns molt sofisticats, encara que fossin oberts. A més, pels fragments, se sap que el gruix de les parets de la terracota era molt uniforme, d'aquesta manera, l'artesà evitava problemes en la cocció i s'assegurava que aquesta fos homogènia.
La perícia tècnica, així com el mestratge estilístic constatat en les obres indueix a pensar que l'art Nok  té molts segles de tradició. No hi ha indicis d'experimentació, d'accidents o errades en la factura. L'estil té una maduresa precisa. Per exemple, el modelatge dels ulls segueix un arc de curvatura perfecta a la parpella superior, superposat a un triangle invertit el vèrtex és la parpella inferior i al centre del qual imprimeix un cercle.
La decoració de la terracota de l'època primerenca tendia a cobrir la major part de l'olla, i posteriorment es desenvolupa una banda decorativa vorejada per línies horitzontals profundes a la meitat superior dels pots o directament sota la vora dels bols. Algunes bandes tenen extrems afilats, així com línies en ziga-zaga impressionades o una ona o arc incisos. A diferència del període Nok primerenc, la ceràmica del Nok mitjà tendeix a tenir més varietat a la vora amb vores evertides, bols oberts, bols amb vores invertides i ornaments de línia incisa als llavis de les vores. El període Nok tardà té poca ceràmica disponible per a l'anàlisi, que presenta una disminució de la banda ornamental, decorada de manera més complexa amb patrons addicionals.

### El misteriós origen dels Nok
Certes teories indiquen que els nok eren descendents, d'alguna manera, dels egipcis. Això podria aclarir, en part, la maduresa de la seva cultura i el refinament de les seves figures de fang cuit. Però aquesta explicació, massa lligada al difusionisme vuitcentista, sembla un intent de treure del seu context geogràfic a aquest singular poble subsaharià. Realment no hi ha proves de contactes entre Egipte i Nok, per la qual aquesta proposta està avui dia completament desacreditada ja que tant ètnica com lingüísticament els pobladors de la cultura nok semblen ser pobles que parlaven llengües nigerocongoleses.
Fa uns 2.500 anys, els habitants de l'Àfrica del Nord, empesos per una dura sequera, van anar emigrant al sud, fins al golf de Guinea, assentant-se en llogarets costaners. Aquests nous pobladors van portar nous costums, entre elles, el cultiu de cereal i la ramaderia de bovins i ovins. Se sap que no eren un grup homogeni, perquè cada comunitat tenia el seu propi estil ceràmic, però tots ells coneixien la metal·lúrgia del ferro, doncs, era l'inici de l'Edat del Ferro africana i, pel que sembla, la cultura Nok és una de les primeres cultures d'aquest període a l'Àfrica occidental. S'han trobat més d'una dotzena de forges de ferro al poble de Talossa, avui Nigèria.
A mitjans del Mil·lenni I aC es va produir un augment generalitzat de les precipitacions a la zona, provocant inundacions que van obligar a l'abandó de nombrosos llogarets costaners (les restes arqueològiques dels quals han estat localitzats: destrals de pedra, restes ceràmiques, objectes de ferro...). Els nous pobladors es van instal·lar als altiplans de Nigèria, fins al golf de Benín, recorregudes pels rius Níger i Benué, que en aquells dies tenien una xarxa hidrogràfica subsidiària molt cabalosa, però que avui dia s'ha assecat. Així van néixer els Nok, el bagatge cultural dels quals inclou avançats coneixements agrícoles i artesanals, a més d'un alt sentit de l'estètica. De totes maneres, hi ha investigadors que neguen l'existència d'una autèntica Cultura Nok, com l'arqueòleg Graham Connah, que pensa més aviat que es tracta d'un grup de trets comuns, propis de la primera Edat del ferro en aquesta zona d'Àfrica, que van compartir cultures independents de la zona que, en realitat, no formaven una única civilització.

## Història de la troballa
Nok és el nom d'una població petita minera del centre de Nigèria, on el 1929 les primeres evidències d'aquesta cultura foren trobades. Com que no hi ha proves escrites, el nom original d'aquesta civilització roman desconegut.
Les primeres notícies de Nok es tenen en 1929, a l'altiplà de Jos (també anomenat, de Bauchi: una regió del centre de Nigèria durant una prospecció minera. Al principi, les restes desenterrades eren abandonades, fins que, en 1932, es va trobar un conjunt d'onze estàtues perfectament conservades prop de la ciutat de Sokoto (una zona fronterera del nord, confrontant amb Níger), va ser llavors quan alguns van conèixer les restes de Nok per primera vegada.
Una mica més tard, en 1943, prop de la ciutat de Nok (de nou a l'altiplà de Jos, es van descobrir accidentalment nombroses restes de figuretes en unes mines d'estany. Un dels miners es va dur un cap a casa per usar-la de espantaocells en una plantació familiar, i allí va estar durant un any fins que va cridar l'atenció del propi director de la mina. Aquest va recuperar el cap i altres restes i se les emportà a la capital, Jos, on se les va mostrar a l'administrador civil de la ciutat, casualment un arqueòleg: Bernard Fagg, que va comprendre immediatament la seva importància. Fagg es va traslladar a la mina i va demanar als miners que li informessin de totes les troballes d'aquesta índole que haguessin conegut, reunint més de 150 peces. Anys més tard, aquest arqueòleg i la seva dona van poder reunir els diners per organitzar una excavació sistemàtica que va permetre exhumar una important sèrie de restes disperses en una àrea molt vasta. En 1977, el nombre de terracotes descobert ascendia a 153, la majoria fora de context arqueològic, ja que havien estat arrossegades a dipòsits erosius secundaris i repartides per valls seques, zones de sabana i altres llocs del nord i del centre de Nigèria, ocupant gairebé tot l'altiplà de Jos.
Amb el temps, nous descobriments han anat incrementant l'àrea assignada a aquesta civilització, incloent la zona central de la vall del riu Níger i la part baixa de la vall del riu Benué. Concretament, en aquest últim riu destaquen dos jaciments en molt bon estat de conservació, en haver-se salvat de l'erosió. Samun Dukiya i Taruga, on ha estat possible no només constatar que es tractava d'assentaments estables, sinó a més que la fosa i la forja del ferro era autòctona (no importada). Igualment es van recuperar figures completes i altres restes com braçalets, ceràmica, puntes de fletxa, ganivets de ferro i eines agrícoles.
Les peces d'art que s'han preservat a través del temps, gairebé totes incompletes, són terracotes d'una elegància espectacular, descobrint un alt grau tecnològic i artístic, tant en el modelatge de l'argila com en la cocció de la ceràmica. Els temes són generalment figuratius i representen el que semblen líders, esteles funeràries i amulets. Aquest exquisit llegat és el que ha fet famós a aquesta misteriosa estirp d'artistes, coneguts a tot el món per les figuretes tant masculines, com femenines estilitzades amb postures molt variades, porten nombroses joies i tenen el cap desproporcionadament gran, els pentinats estan meticulosament detallats. Les terracotes solen estar sepultades, erosionades, rodades i trencades. Rarament es conserven peces intactes, la qual cosa els dona un altíssim valor, no només intrínsec, sinó també comercial.